# Cheikh Tidiane Mbaye
Pour les articles homonymes, voir Mbaye.
Cheikh Tidiane Mbaye, né le 2 novembre 1956 à Dakar, est un chef d'entreprise sénégalais, ancien directeur général du groupe Sonatel (1988-2012). Il est reconnu pour avoir transformé Sonatel en un leader des télécommunications en Afrique de l'Ouest.

## Biographie
Cheikh Tidiane Mbaye a effectué sa prépa au lycée Janson-de-Sailly. Il est ingénieur diplômé de l’École Nationale Supérieure des Télécommunications (ENST) de Paris, et diplômé de l’École Nationale de la Statistique et de l’Administration Economique (ENSAE) de Paris.
En juillet 1981, Cheikh Tidiane Mbaye commence sa carrière comme Ingénieur à l’Office Commerciale Pharmaceutique de Répartition (Paris). Il est ensuite chargé d’études pour la mise en place de la gestion automatisée des stocks.  En décembre 1982, il devient ingénieur à l’Office des Postes et Télécommunications du Sénégal (OPTS), puis chef de la division des études et de la coopération technique à la direction (1983), et enfin directeur des télécommunications (1984). 
En octobre 1985, Cheikh Tidiane Mbaye est nommé directeur des études et de la planification de la Sonatel. En avril 1988, le président Abdou Diouf fait de lui le plus jeune directeur général de la Sonatel. Il succède à Alassane Dialy Ndiaye. De fait, il est aussi administrateur de Canal+ Horizons Sénégal et administrateur d'Intelsat dont il fut vice-président. Dans les années 1990, il supervise la privatisation de Sonatel et pilote son entrée en bourse en 1998.
En novembre 2006, Cheikh Tidiane Mbaye annonce que la Sonatel adopte désormais la marque Orange pour la commercialisation de ses produits au Sénégal et au Mali. De 1997 à 2007, le chiffre d'affaires de Sonatel a été multiplié par 8. Le nombre de clients est passé de 48.000 en 1989 à 3 millions en 2007.
En 2011, lorsque le président Abdoulaye Wade exprime le souhait de restaurer la taxation des appels internationaux entrant au Sénégal, Cheikh Tidiane Mbaye lui rétorque frontalement « Je n'aime pas l'argent, mais j'aime le développement. C'est différent. Vous, vous aimez l'argent. »
En juin 2016, alors qu'il occupe le poste d'administrateur au conseil d'administration de Sonatel, Cheikh Tidiane Mbaye claque la porte de l'entreprise pour des raisons jamais clarifiées, et quitte ainsi Sonatel après 30 ans de carrière au sein de l'entreprise,.

## Autres fonctions
- 2010-2012 : Président du CA de la Société nationale d'électricité du Sénégal (SENELEC)
- Jusqu'en 2016 : Administrateur de Sonatel[7]
- 2007-2012 : Président d'Orange Bissau
- 2003-2006 : Président du club de judo Momar  Dieng
- 2002-2012 : Président d'Orange Mali
- Depuis 1996 : Membre fondateur de la Conférence des  Télécommunications de l'Ouest Africain (CTOA)
- 1999-2000 : Membre du groupe de réflexion sur la réforme de l'Union internationale des télécommunications (UIT)
- 1998-2002 : Président de Téléservices SA
- Membre du Forum économique mondial (DG Sonatel)

## Famille
Cheikh Tidiane Mbaye est le fils du juge Kéba Mbaye et le frère du banquier et homme politique Abdoul Mbaye. Il est marié et père de cinq enfants.